# Árpád Göncz
Árpád Göncz (Budapest, 10 de febrero de 1922 - ibídem, 6 de octubre de 2015) fue un escritor, traductor y político húngaro de tendencia liberal y presidente de dicho país desde el 2 de mayo de 1990 hasta el 4 de agosto de 2000. Graduado en leyes en la Universidad de Budapest en 1944, publicó numerosas novelas, ensayos y obras teatrales, y ejerció como traductor de prosa inglesa al húngaro.
Estuvo casado con Mária Zsuzsanna Göntér con quien tuvo cuatro hijos. Uno de ellos, Kinga Göncz, se dedicó también a la política y ejerció como Ministra de Asunto Exteriores de Hungría entre 2006 y 2009.

## Activismo político hasta 1963

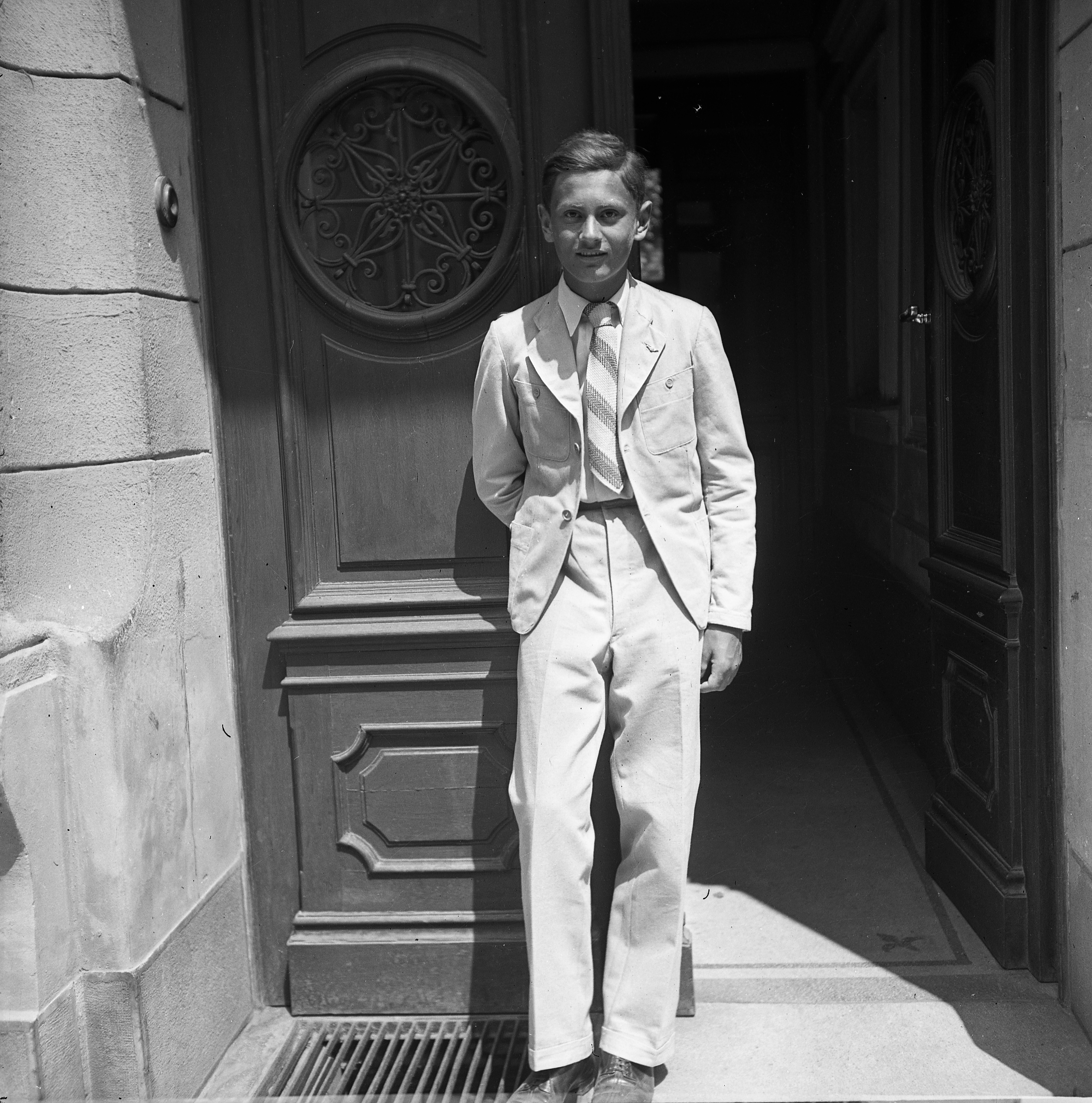
Árpád Göncz en 1937.

Durante la Segunda Guerra Mundial fue conscripto por el Tercer Reich y enviado a Alemania, pero desertó y se unió a la Resistencia. 
Tras la guerra, en 1945, entró en el Partido Independiente de los Minifundistas, liderando su ala juvenil en Budapest, y ejerciendo también como secretario del Secretario General. Cuando este partido fue disuelto por la ocupación soviética, empezó a hacer trabajos manuales.
Durante la Revolución húngara de 1956 trabajó para la Alianza Campesina Húngara. Tras la intervención soviética del 4 de noviembre de 1956 participó en la redacción de varios memorandos y ayudó a transferir al extranjero un manuscrito de Imre Nagy. Fue arrestado en mayo de 1957 y sentenciado a cadena perpetua el 2 de agosto de ese año, sin posibilidad de apelación. Durante su estancia en prisión tomó parte en la huelga de hambre de 1960 en Vác. Fue liberado en 1963, junto con otros 4000 presos políticos húngaros.

## Trabajo como escritor y traductor
Durante las décadas siguientes trabajó como escritor. Escribió varias novelas y obras de teatro, entre las que suelen ser mencionadas:
- Sarusok (1974),
- Magyar Médeia (1976),
- Rácsok (1979) y
- Találkozások (1980).

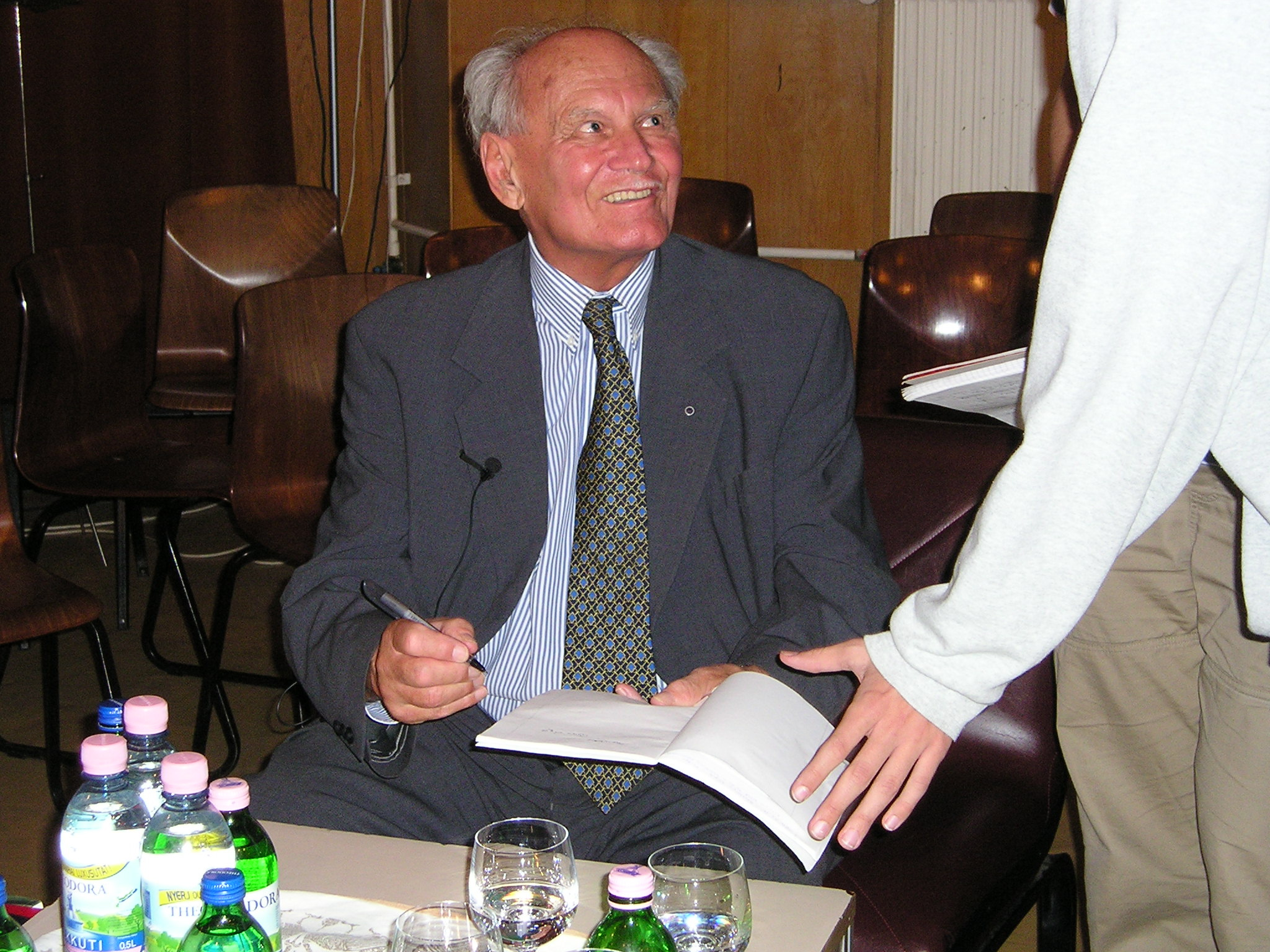
Árpád Göncz dedicando un libro en Budapest en 2004.

Mientras tanto, también realizó un prolífico trabajo como traductor especializado de prosa inglesa al húngaro. Tradujo más de un centenar de obras literarias, entre las que cabe destacar:
- Frankenstein o el moderno Prometeo, de Mary Shelley;
- Of Time and the River, de Thomas Wolfe;
- de William Faulkner:
  - Sartoris,
  - El ruido y la furia,
  - ¡Absalón, Absalón! y
  - Una fábula;
- Islas en el golfo, de Ernest Hemingway;
- El Señor de los Anillos, de J. R. R. Tolkien, en 1981;
- Bajo el volcán, de Malcolm Lowry;
- de William Styron:
  - Tendidos en la oscuridad y
  - Las confesiones de Nat Turner;
- En el calor de la noche, de John Ball;
- El pájaro espino, de Colleen McCullough;
- El lago, de Yasunari Kawabata;
- de John Updike:
  - El regreso de Conejo y
  - Conejo es rico; y
- de William Golding:
  - Los herederos,
  - Martín el naúgrafo,
  - La construcción de la torre,
  - La pirámide y
  - Ritos de paso.

## Desde la transición del comunismo en 1989

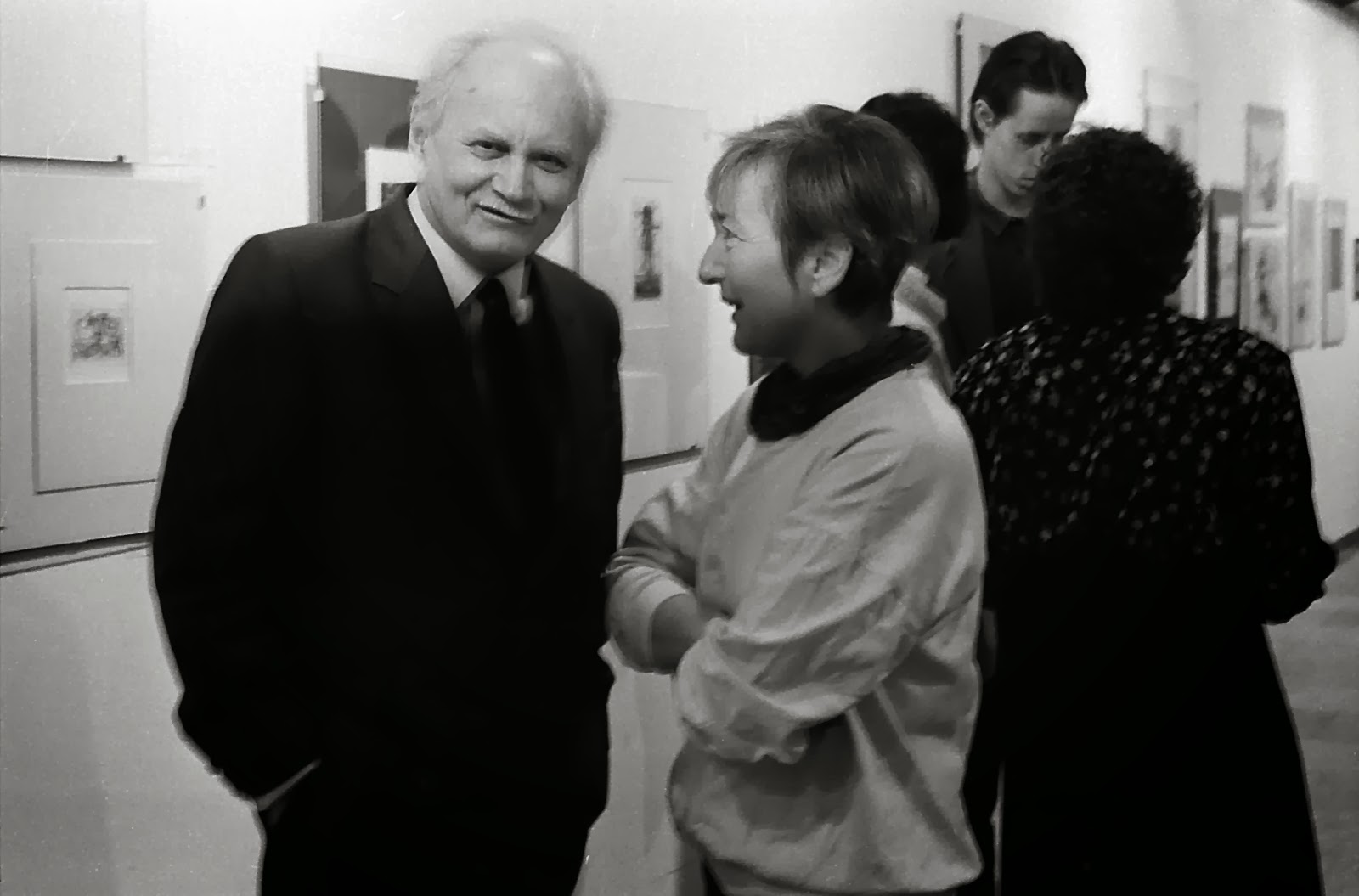
Árpád Göncz y Ottilia Solt

En 1988 fue uno de los miembros fundadores de la Alianza de los Demócratas Libres (SZDSZ), y en 1989 fue nombrado presidente de la sección húngara de la Liga por los Derechos Humanos. En el período de 1989 a 1990 fue presidente, y posteriormente presidente honorario, de la Asociación de Escritores Húngaros. En mayo de 1990 fue elegido miembro de la Asamblea Nacional de Hungría, ejerciendo como su portavoz entre mayo y agosto de 1990. El 2 de mayo de 1990, sucediendo a Mátyás Szűrös, fue elegido Presidente de la República de manera provisional, y el 4 de agosto recibió el cargo de manera definitiva, por parte de la Asamblea Nacional. En 1995 fue reelegido para otro periodo de cinco años, que completó el 4 de agosto de 2000.
En 2000 recibió el premio Vision for Europe por sus esfuerzos y contribuciones a la creación de una Europa unida. En esta última etapa fue un personaje muy popular y aceptado en Hungría, al conseguir mantenerse al margen de la lucha partidista.